# Monumento a Camillo Benso conte di Cavour (Milano)
Il monumento a Camillo Benso conte di Cavour è una scultura in bronzo posta in piazza Cavour a Milano.

## Storia
Il 18 maggio 1860 l'amministrazione comunale di Milano stabilì la realizzazione di un monumento «per un monumento commemorativo dell'annessione della Toscana e dell'Emilia al Regno Italico» e il 20 luglio fu bandito il relativo concorso.
Subito dopo la morte di Cavour fu bandito un nuovo concorso per omaggiare invece la figura dell'illustre scomparso. Furono scelti i bozzetti di Tabacchi per la statua di Cavour e di Tantardini per la statua della Storia che scrive il nome sul basamento (il bozzetto di Tantardini prevedeva un gruppo con molteplici figure, comprese Venezia e Roma legate e piangenti).
Nei documenti successivi la figura femminile raffigurata da Tantardini fu indicata come personificazione dell'Italia.
Fu inaugurato il 5 giugno 1865, giorno della festa dello Statuto Albertino e vigilia dell'anniversario della morte di Cavour.

## Descrizione
Le statue in bronzo di Cavour e della figura femminile sono alte rispettivamente 3,60 metri e 2,10 metri.

Furono realizzate a Firenze dalla fonderia Papi.

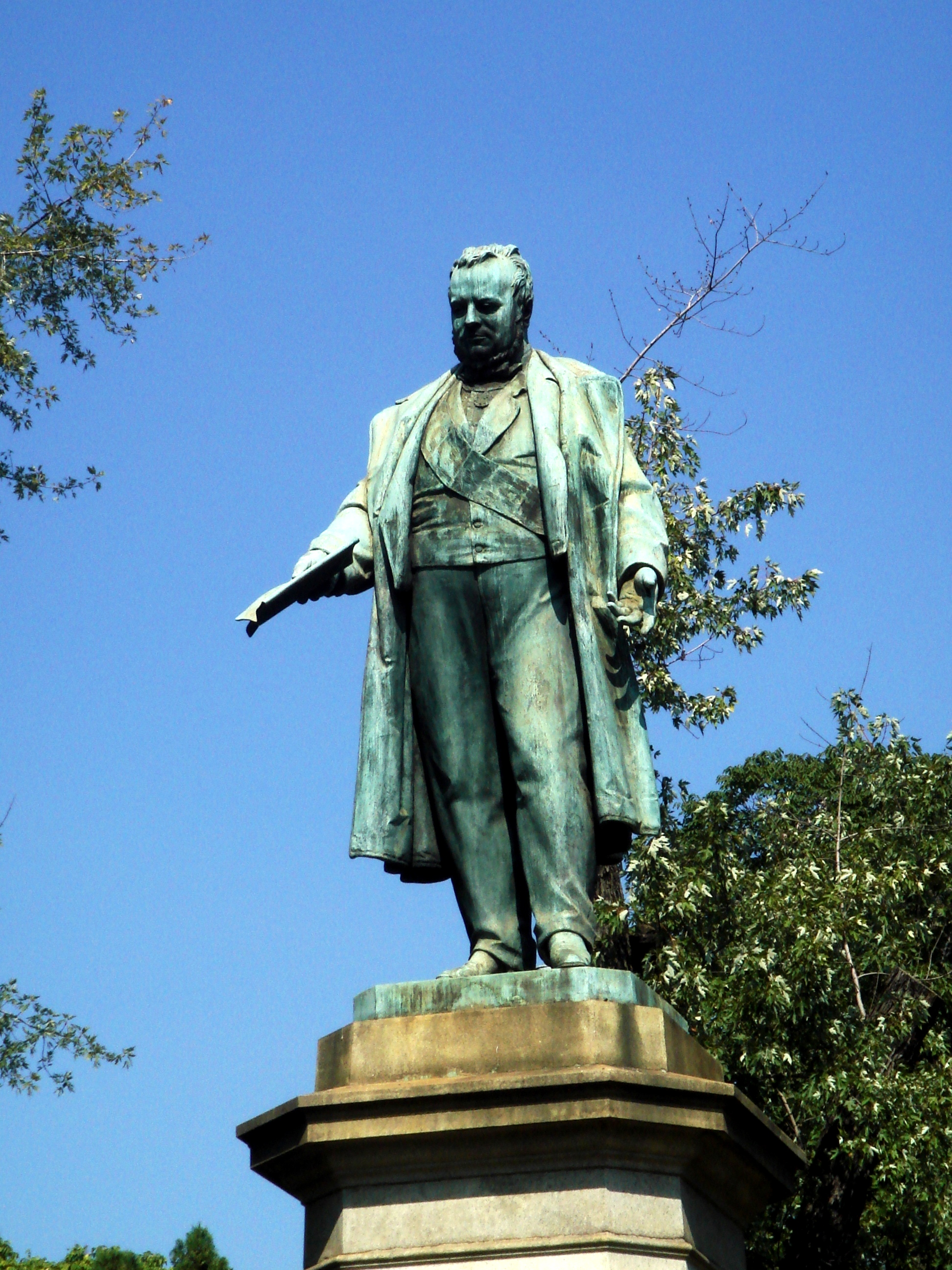
Camillo Benso, conte di Cavour
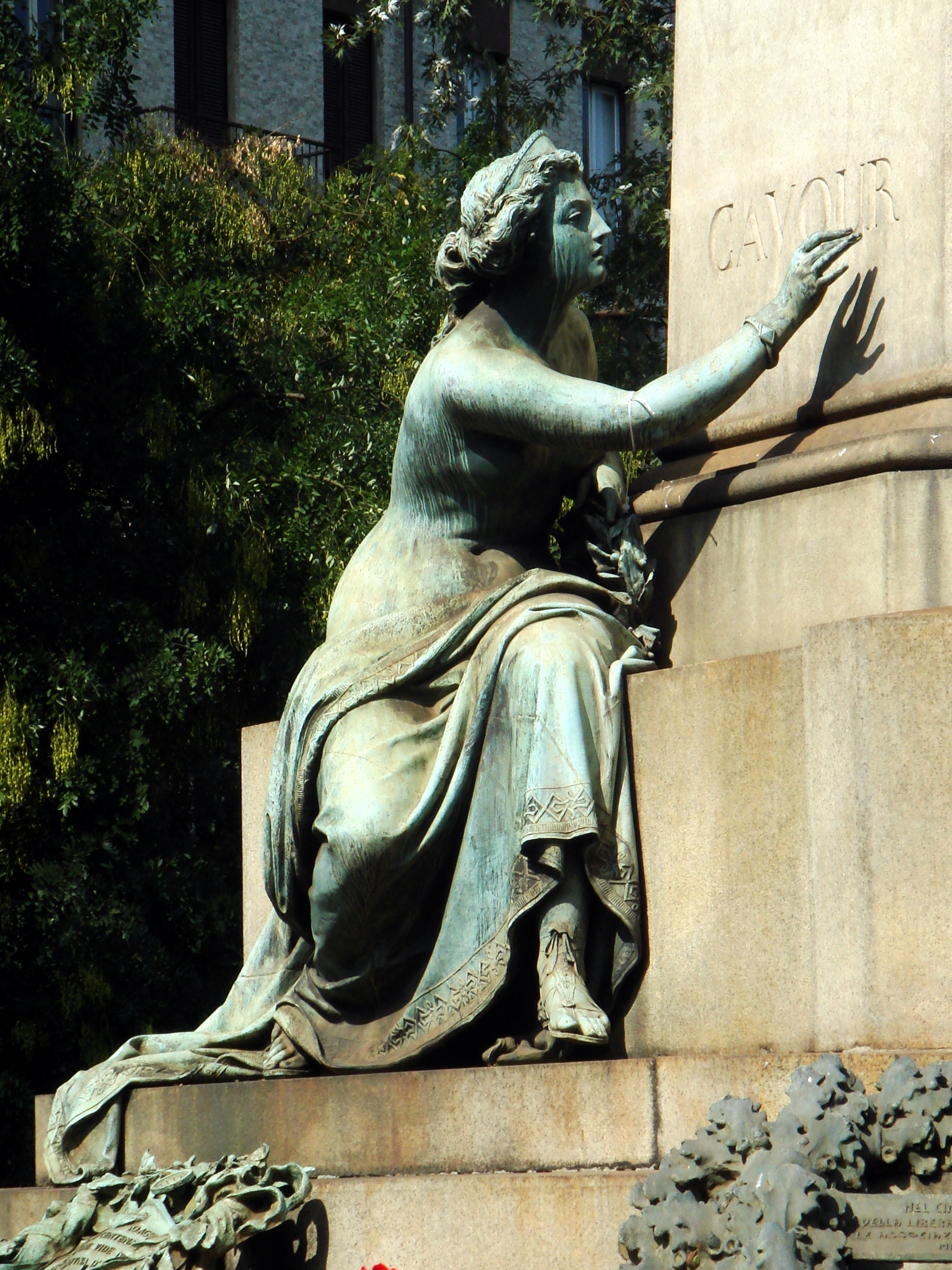
La Storia (o l'Italia) che scrive il nome dello statista